# 邝光林
邝光林（1898年—？），字籍三，广东台山人。
邝光林先后毕业于杭州中学、美国哥伦比亚大学。1917在英军中担任青年会干事兼中国劳工团秘书。后又就读于哈佛大学，获商业硕士学位。回国后，曾任商务印书馆英文编辑、上海市总商会英文秘书、持志大学教授、外交部情报司驻沪主任等职。1931年起，历任中华民国驻马尼拉总领事、驻旧金山总领事。